# Petteri Lindbohm
Petteri Lindbohm (ur. 23 września 1993 w Helsinkach) – fiński hokeista, reprezentant Finlandii, olimpijczyk.

## Kariera
- Kiekko-Vantaa U16 (2008-2009)
- Kiekko-Vantaa U18 (2009-2010)
- Blues U18 (2010-2011)
- Blues U20 (2010-2011)
- Jokerit U20 (2011-2014)
  -  Kiekko-Vantaa (2011/2012, 2012/2013)
- Jokerit (2012-2014)
  -  Ässät (2013/2014)
- Chicago Wolves (2014-2018)
- St. Louis Blues (2014-2017)
- Lausanne HC (2018-2020)
- EHC Biel (2020-2021)
- Jokerit (2021-2022)
- Florida Panthers (2022)
- Frölunda HC (2022-2023)
  -  HIFK (2023-)

Wychowanek klubu HIFK. Rozwijał karierę w drużynach juniorskich klubu Kiekko-Vantaa do 2010, Espoo Blues do 2011, Jokerit do 2014. W międzyczasie w NHL Entry Draft 2012 został wybrany przez amerykański klub St. Louis Blues. Był też wypożyczany do seniorskiej drużyny Kiekko-Vantaa, a od 2014 grał w seniorskim zespole Jokeritu w Liiga. W sezonie 2013/2014 był wypożyczony do Ässät. W marcu 2014 podpisał kontrakt wstępujący z St. Louis Blues. Od 2014 rozegrał cztery sezony w zespole farmerskim tj. Chicago Wolves w rozgrywkach AHL. W ekipie St. Louis Blues grał nieregularnie od 2014 do 2017 (we wrześniu 2017 przedłużył umowę, ale w sezonie 2017/2018 nie grał już w NHL, a jedynie w AHL). W tym okresie w KHL Junior Draft 2016 został wybrany przez macierzysty Jokerit. W lipcu 2018 został zakontraktowany przez szwajcarski klub Lausanne HC, w barwach którego rozegrał dwa kolejne sezony rozgrywek NLA. W połowie 2020 przeszedł do innego zespołu z tej ligi, EHC Biel. W maju 2021 został zaangażowany przez Jokerit, występujący z rosyjskich rozgrywkach KHL. Po wycofaniu się Jokeritu z KHL w sezonie 2021/2022 pod koniec lutego 2022 podpisał roczny kontrakt z Florida Panthers. W sierpniu 2022 został zaangażowany przez Frölunda HC. W sierpniu 2023 przeszedł do macierzystego HIFK.
Uczestniczył w turniejach mistrzostw świata juniorów do lat 18 edycji 2011, mistrzostw świata juniorów do lat 20 edycji 2013. W kadrze seniorskiej brał udział w turniejach mistrzostw świata edycji 2019, 2021, zimowych igrzysk olimpijskich 2022.

## Sukcesy
Reprezentacyjne
- Złoty medal mistrzostw świata: 2019
- Srebrny medal mistrzostw świata: 2021
- Złoty medal zimowych igrzysk olimpijskich: 2022

Klubowe
- Złoty medal U18 SM-sarja: 2011 z Blues U18
- Srebrny medal U20 SM-liiga: 2011 z Blues U20, 2012 z Jokeritem U20

Indywidualne
- Mistrzostwa Świata Juniorów w Hokeju na Lodzie 2013/Elita:
  - Jeden z trzech najlepszych zawodników reprezentacji w turnieju